# 10159 Tokara
10159 Tokara (1994 XS4) là một tiểu hành tinh vành đai chính được phát hiện ngày 9 tháng 12 năm 1994 bởi T. Kobayashi ở Oizumi.